# Нокс, Майк
Майкл Шон Хеттинга (англ. Michael Shawn Hettinga; род. 17 июля 1978, Финикс) — американский профессиональный рестлер, получивший известность выступая в World Wrestling Entertainment под именем Майк Нокс (англ. Mike Knox). Также выступал в Total Nonstop Action Wrestling под именем Накс (англ. Knux).

## Карьера в рестлинге

### World Wrestling Entertainment (2005—2010)
В феврале 2005 года Нокс подписал контракт с одним из региональных отделений World Wrestling Entertainment, изредка появляясь на основных шоу WWE. В одном из таких появлений он вышел в маске «джихадиста» Маххамеда Хассана, что привело к уходу Хассана из WWE.

### SmackDown и увольнение (2009—2010)
15 апреля 2009 года во время дополнительного драфта WWE Нокс перешёл на бренд SmackDown. В SmackDown он дебютировал 8 мая, победив в поединке R-Truth. Эта победа стала последней для него в SmackDown. В дальнейшем он изредка участвовал в шоу Smackdown и WWE Superstars всегда уступая своим оппонентам. 14 августа он дебютировал под своим новым гиммиком — знатока биологии и анатомии, используя свои знания для причинения боли своим соперникам. Последним ппв шоу для Нокса стала Рестлмания XXVI, где он участвовал в королевском бою 26 рестлеров, завершив его четвёртым. 23 апреля 2010 года состоялся его последний бой в WWE. В этот день он проиграл свой поединок JTG и позже в этот же день было объявлено о его увольнении.

### Независимые федерации (2010—2012)
На шоу JCW Bloodymania IV Нокс бился против Корпорала Робинсона, в котором победил последний. Помимо это в 2012 году выступал в «Доме Хардкора», где проиграл в трехстороннем поединке Карлито. Помимо них в поединке участвовал Дример.

### Total Nonstop Action Wrestling (2012—2015)
Нокс заключил договор с TNA в начале 2012 года. В мае 2012 года Майк Нокс принял участие в своем первом темном матче против телевизионного чемпиона TNA — Девона. 3 января 2013 года Курт Энгл снял маску с одного из членов группировки «Тузы и восьмерки». Под маской скрывался Нокс.

### Inoki Genome Federation (2015—н.в.)
11 апреля 2015 года Хеттинга дебютировал в японской федерации рестлинга Inoki Genome Federation под именем Накс. Однако его дебют был омрачён поражением Вангу Бину. Первую же победу в новой компании Накс сумел одержать 5 мая в матче против Дайчи Хашимото. 27 июня он вместе с Хидеки Сузуки, Эриком Хаммером и Кевином Кроссом сформировал анти-IGF группировку.

## В рестлинге
- Завершающий приёмы

  - Bicycle kick[3]
  - Reverse Fisherman Buster[4] — DSW / UPW
  - Knox Out[5] (Swinging Reverse STO)[6] — WWE
  - Sitout spinebuster[7] — TNA; использовался как коронный приём в WWE
- Коронные приёмы

  - Big boot[8]
  - Boston crab[7]
  - DDT[7]
  - Flying Bear[9] (WWE) / Running crossbody[9] (независимые федерации / TNA)
  - Powerslam[7]
  - STO backbreaker[7]
  - Standing moonsault[10]
- Музыкальные темы
  - «Death Grip» Джорджа Гэбриела (WWE; 27 июня 2006 — 23 апреля 2010)
  - «Deadman’s Hand» (инструментальная) Дэйва Оливера[11] (TNA, во время членства в команде Aces & Eights; 3 января 2013 — 21 ноября 2013)
  - «Carnivool» Дэйва Оливера[12] (TNA, когда он исполнял роль менеджера The Menagerie; 8 мая 2014 — 19 мая 2015)

## Титулы и достижения
- Deep South Wrestling
  - DSW Tag Team Championship (1 раз) — с Дереком Никирком
- Impact Zone Wrestling
  - IZW Heavyweight Championship (2 раза)
  - IZW Tag Team Championship (1 раз) — с Дереком Никирком
- Pro Wrestling Illustrated
  - № 87 в списке 500 лучших рестлеров 2009 года[13]
  - Худший гиммик (2002, 2003) Aces & Eights[14][15]